# محيي الدين عبد الشافي
محيي الدين عبد الشافي (1874-1955)، هو محامٍ وقاضٍ شرعي وأحد أعضاء المجلس الإسلامي الأعلى. ولد في غزة وتلقى تعليمه في الأزهر الشريف، وتخرج في أوائل القرن العشرين، وعمل في المحاماة الشرعية ثم النظامية، كما عمل في المدرسة الرشيدية في العهد التركي، وعيّنته حكومة الانتداب البريطاني مأمورًا للأوقاف في غزة، ثم الخليل عام 1926. وعمل قاضيًا شرعيًا في مدينتي الناصرة وبيسان. وكان عضوًا في المجلس الإسلامي الأعلى في فلسطين خلًفا للحاج سعيد الشوا. كان له اهتمام بالثقافة والأدب وكان يقول الشعر ويحفظه. وأنجب 6 من الأبناء منهم السياسي والطبيب حيدر عبد الشافي.